# 하라다촌 (시즈오카현 오가사군)
하라다촌(原田村)은 시즈오카현의 서부, 사야군・오가사군에 속해있던 촌이다. 현재 가케가와시 중심부의 서북부 일대와 하라노강 중류지역 및 다다키강 상류지역을 합친 U자형으로 구성된 촌이다. 

## 역사
- 1889년 4월 1일 - 정촌제 시행에 의해 사야군 하라다촌이 성립하였다.
- 1896년 4월 1일 - 군 개편에 의해 오가사군에 속하게 되었다.
- 1957년 3월 31일 - 기타오가사촌, 하라야촌, 하라다촌 및 미카사촌의 일부(하기마·이지리·구로마타, 스미야기)가 가케가와시에 편입해, 동일 하라다촌은 폐지되었다.

## 교통

### 철도
현재 덴류하마나코 철도 덴류하마나코선에 하라다역이 존재하지만, 구 하라야촌 지역에 위치하고 있다. 

## 참고문헌
- 角川日本地名大辞典 22 静岡県